# Vicente Casanova Claramonte
Vicente Casanova Claramonte (Almassora, 26 de maig de 1950) és un químic i polític valencià, diputat a les Corts Valencianes en la IX legislatura.
El 1974 es llicencià en Ciències Químiques per la Universitat de València i el 1981 es diplomà en Enginyeria Ambiental per l'EOI del Ministeri d'Indústria d'Espanya. De 1986 a 1990 fou cap de manteniment i enginyer de seguretat a la central tèrmica d'Escombreras i de 1992 a 2008 cap de gestió de l'explotació de la central tèrmica de Castelló, vinculada a Iberdrola.
Militant del PPCV, fou escollit primer tinent d'alcalde d'Almassora a les eleccions municipals espanyoles de 1995, i portaveu del grup municipal popular a les eleccions de 1999. Fou escollit alcalde d'Almassora a les eleccions municipals espanyoles de 2003, 2007 i 2011. No es va presentar a les eleccions municipals de 2015.
Fou elegit diputat a les eleccions a les Corts Valencianes de 2015. És membre de les Comissions de Governació i Administració Local i d'Economia, Pressupostos i Hisenda de les Corts Valencianes.